# Barnaby Rudge
Barnaby Rudge: A Tale of the Riots of Eighty, noto semplicemente come Barnaby Rudge, è un romanzo storico di Charles Dickens, il primo da lui scritto, pubblicato a puntate dal febbraio a novembre del 1841. È ambientato all'epoca dei Gordon Riots del 1780.
Quando inizia a scrivere questo romanzo l'autore è già affermato e da pochi mesi ha fondato un settimanale, il Master Humphrey's Clock. Il romanzo esce a puntate sulle pagine di questo settimanale, e proprio con l'ultima puntata il settimanale chiuse i battenti. Sulla rivista apparve anche La bottega dell'antiquario.
Il libro naturalmente risente del metodo di pubblicazione a puntate, come quasi tutti i libri di Dickens. Il lettore esigeva ad ogni puntata la sua razione di commozione (con scene di miseria, di povertà, di ingiustizia) e di commedia (con personaggi sopra le righe, ridanciani, grotteschi, idioti o con scene comiche e spassose). Uno dei romanzi meno popolari di Dickens, sebbene il critico Peter Ackroyd lo abbia definito «uno dei romanzi più negletti, ma maggiormente gratificanti».
Fu adattato in due film muti, nel 1911 e 1915; del 1960 è la versione prodotta dalla BBC.

## Trama
La trama del romanzo è basata sui disordini antipapisti del 1780, visti attraverso gli occhi del buon uomo del titolo, il ritardato mentale Barnaby Rudge. Il personaggio del fanatico Lord George Gordon è trattato con simpatia e compassione nel romanzo; Dickens lo descrive così:
La prima parte del libro tratteggia con dettaglio la vita degli abitanti del piccolo villaggio di Epping Forest, appena fuori Londra, nell'anno 1775. Gli scenari del racconto sono la locanda Maypole Inn, casa Warren (la dimora signorile della famiglia Haredale) e la campagna circostante. Il racconto si apre il diciannove di marzo con il sinistro racconto di una morte violenta che ebbe luogo esattamente ventidue anni prima dell'inizio della storia. Durante questa prima parte, il libro esamina la vita in questo villaggio, compresi i rapporti interpersonali degli abitanti, nello stile tradizionale dickensiano. Alcuni degli elementi più importanti in questa prima sezione sono: 
- L'animosità tra il sig. Haredale e Sir John Chester
- L'amore di Edward Chester per Emma Haredale
- L'amore di Joe Willet per Dolly Varden, e anche il desiderio libidinoso di Hugh per lei
- Il rapporto di tensione tra Joe e suo padre
- La semplicità d'animo di Barnaby e la sua necessità di essere ancora protetto da sua madre

Nel capitolo 35, con l'arrivo a Maypole (il 19 marzo, 5 anni prima che la storia abbia inizio) di Lord George Gordon e dei suoi seguaci, la stabilità della vita del villaggio viene interrotta, riecheggiando la distruzione dei disordini che, in nome di Gordon, saranno causa di futuri disastri a Londra, e dei temi e personaggi che Charles Dickens costruì appositamente per far comprendere al lettore gli effetti avuti dai tumulti sulla società inglese. Un'altra sottile tattica per attirare l'attenzione del lettore sul modo in cui la storia si svolge, è il personaggio di Grip il corvo, con le sue osservazioni apparentemente senza senso, che spesso rivelano verità maggiori sulla storia, rispetto ai personaggi.
Il romanzo si conclude con una descrizione panoramica dei disordini, che durano per diversi giorni.

## Personaggi
- I Rudge: Barnaby, un uomo mentalmente ritardato, la sua amorevole madre Mary, e il suo amico Grip, un loquace corvo.
- Gli Willet: Il Vecchio John, proprietario del Maypole Inn, e il suo gentile figlio Joe
- I Varden: Gabriel, il fabbro, la sua prepotente moglie Martha, e la loro bellissima figlia Dolly
- I Chester: il malvagio Sir John, Esquire, M.P. (Member of Parliament) e il suo innocente figlio Edward
- Gli Haredale: Mr. Geoffrey Haredale, fratello minore dell'assassinato Reuben, e sua nipote (la figlia di Reuben) Emma
- Hugh: il sinistro tuttofare del Maypole Inn
- Il fanatico Lord George Gordon (trasposizione romanzesca della reale figura storica), il suo servo fedele John Grueby, e il suo servile e complice segretario Mr. Gashford
- Simon Tappertit: apprendista di Gabriel Varden, e Miggs, la dama di compagnia della bisbetica signora Varden
- Ned Dennis: il boia di Tyburn
- Il misterioso straniero, che alla fine si rivela essere Barnaby Rudge Senior, l'assassino di Reuben Haredale
- Stagg: l'astuto cieco
- Solomon Daisy, Phil Parkes detto "Il Lungo", e Tom Cobb, i tre compari del "Vecchio John"
- Mr. Langdale: il vecchio vinaio dalla faccia color viola

## Edizioni italiane
- Barnaby Rudge, traduzione di Fernanda Pivano, Collana Romanzi n.21, Torino, Frassinelli, 1945. - Introduzione di Felicina Rota, Collana I grandi scrittori di ogni paese. Serie inglese. Tutte le Opere narrative di C. Dickens n. 4, Milano, Mursia, 1966; Collana Einaudi Tascabili. Classici moderni n.1280, Torino, Einaudi, 2004, ISBN 978-88-061-6674-8; Prefazione di F. Pivano, Introduzione di Piergiorgio Bellocchio, Collana I grandi libri, Milano, Garzanti, 2022, ISBN 978-88-118-1427-6.
- Barnaby Rudge ossia il morto che attira[1], traduzione di Frida Ballini, Roma, Edizioni Paoline, 1973.
- Barnaby Rudge, traduzione di Livio Crescenzi e Mariaelena Di Gennaro, Collana Classici, Fidenza, Mattioli 1885, 2025, ISBN 979-12-564-9101-8.

## Allusioni/riferimenti ad altre opere
Al personaggio di Grip il corvo è ispirata la famosa poesia di Edgar Allan Poe, Il Corvo. Poe scrisse una recensione di Barnaby Rudge per il Graham's Magazine dicendo, tra le altre cose, che il corvo avrebbe dovuto avere un ruolo più simbolicamente profetico nel romanzo.